# 규빈 (2003년)
규빈(2003년 1월 20일 ~ )은 대한민국의 가수다. 2024년 싱글 앨범 [미호미호요]로 데뷔했다.

## 방송
- 콘테스트M4 (2024) - 가창상

## 음반
- 미호미호요 (2024)